# Policles el Vell
Policles el Vell (en llatí Polycles, en grec antic Πολυκλη̂ς) fou un escultor grec mencionat per Plini el Vell que diu que va florir a l'olimpíada 102, és a dir el 370 aC.
Era contemporani de Cefisòdot, Leòcares i Hipatòdoros. Probablement era atenenc i fou l'autor d'un Hermafrodit en bronze que Plini esmenta sense dir si fou obra de Policles el Vell o Policles el Jove. Aquest "Hermafrodit", que no se sap si estava dempeus o ajagut, seria la inspiració o l'original a partir de la qual van resultar els Hermafrodits coneguts avui a la Galleria degli Uffizi (Hermafrodit adormit) i al Museu del Louvre.